# Corylus tibetica
Corylus tibetica  — вид ліщини, родини березових, поширений у Тибеті та прилеглих регіонах Китаю (Сичуань, Юньнань). Відрізняється округлими листками з зубчастим краєм та дрібними горіхами, схожими на інші види роду Corylus. Вид цікавий своєю холодостійкістю та адаптацією до високогірних умов, через, що його вивчають для використання в селекції морозостійких сортів ліщини.
Досягає висоти до 15 м, витримує температури -17°C до -12°C. Цвіте з квітня по травень, плоди (їстівні горіхи в оболонці) дозрівають з вересня по жовтень. Рослина однодомна, запилюється вітром, самоплідна. Віддає перевагу вологим ґрунтам, легким або середнім за текстурою, може рости в напівтіні або на сонці, стійка до сильного вітру.

## Середовище
Гірські ліси, схили на висотах 2000–3500 м.